# Euxoa christophi
Euxoa christophi là một loài bướm đêm thuộc họ Noctuidae. Nó được tìm thấy ở steppes of miền nam Nga, the European part của Kazakhstan, miền tây Turkestan và miền nam Ferghana.

## Hình ảnh

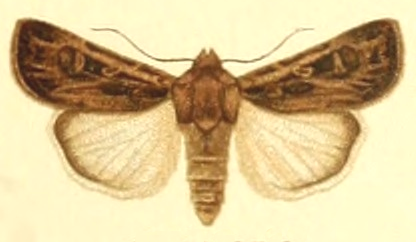